# Saint-Martin, Bas-Rhin
Saint-Martin là một xã thuộc tỉnh Bas-Rhin trong vùng Grand Est đông bắc Pháp.